# Moctezumita
La moctezumita és un mineral uranil-tel·lurat, per tant a la classe dels minerals fosfats. Va ser descoberta l'any 1965 en una mina en el municipi de Moctezuma, en l'estat de Sonora (Mèxic), sent nomenada així pel municipi on es va descobrir.
Un sinònim és el seu nom clau: IMA1965-004.

## Característiques químiques
Químicament és un tel·lurit amb anió addicional d'uranil, anhidre i del metall de plom. Aquesta estructuralment relacionat amb el mineral schmitterita ((UO₂)Te4+O₃).

## Formació i jaciments
Es forma com a mineral secundari en els jaciments de minerals del tel·luri. Apareix a la zona d'oxidació dels jaciments d'alteració hidrotermal de l'oro-tel·luri.
Sol trobar-se associat a altres minerals com: schmitterita, burckhardtita, zemannita, emmonsita, pirita, Baritina o limonita.

## Usos
Pot ser extret com a mena de l'urani. Per la seva forta radioactivitat, ha de ser tractat amb les degudes precaucions i emmagatzemar en zones no habitades.